# Новиков Ігор Дмитрович
Ігор Дмитрович Новиков (рос. Игорь Дмитриевич Новиков; 10 листопада 1935) — радянський російський астроном, астрофізик-теоретик і космолог. Член-кореспондент РАН по Відділенню загальної фізики та астрономії (астрономія) з 26 травня 2000 року.

## Біографія
Народився в Москві. Його батько зник у часи сталінських репресій, мати провела роки у ГУЛАГ. У 1959 Ігор закінчив Московський університет, в 1962 — аспірантуру Державного астрономічного інституту імені Павла Штернберга. У 1963—1974 працював в Інституті прикладної математики АН СРСР. З 1974 по 1990 працював в Інституті космічних досліджень АН СРСР (завідувач сектором релятивістської астрофізики). З 1994 року є директором Центру теоретичної астрофізики (англ. Theoretical Astrophysics Center) Копенгагенського університету, де він працює з 1991 року.
Наукові роботи відносяться до релятивістської астрофізики, космології, теорії тяжіння. Займався розробкою теорії чорних дір, що виникають в кінці еволюції масивних зірок. Показав, що зовнішнє поле тяжіння і внутрішня будова чорної діри повністю визначаються масою і моментом обертання колапсуючої зірки і не залежать від деталей розподілу речовини та її руху. На основі цього факту створив теорію внутрішньої будови чорних дір. Оцінив кількість чорних дір, розглянув їхнє астрофізичне значення і прояв. У 1966 спільно з Я. Б. Зельдовичем вказав, що чорні діри можуть проявлятися як рентгенівські джерела в тісних подвійних системах. Після відкриття таких джерел побудував теорію релятивістських ефектів у цих системах. Висунув гіпотезу «білих дір», досліджував вплив квантових ефектів на білі і чорні діри. У роботах з космології обговорив можливість сильної анізотропії розширення Всесвіту поблизу сингулярності, розглянув квантові явища на початку розширення Всесвіту, процеси формування галактик, гіпотезу існування первинних чорних дір. Розробив теорію походження початкових неоднорідностей в розширенні Всесвіту, з яких потім виникли галактики. Вперше дав надійну оцінку маси квазарів. У 1964, до експериментального виявлення реліктового випромінювання, розрахував спектр електромагнітного випромінювання усіх джерел у Всесвіті і вказав, що якщо справедлива теорія гарячого Всесвіту, то реліктове випромінювання в сантиметровому діапазоні значно інтенсивніше випромінювання окремих джерел і може бути виявлено.
У середині 1980-х років сформулював принцип самоузгодженості Новикова, який став важливим внеском у теорію подорожей у часі.
Автор (спільно з Зельдовичем) монографій «Релятивістська астрофізика» (1967), «Теорія тяжіння і еволюція зірок» (1971), «Будова і еволюція Всесвіту» (1975).
Член Лондонського королівського товариства (1998). Президент Комісії N 47 «Космологія» Міжнародного астрономічного союзу (1976—1979).
Нагороджений медаллю Еддінгтона (2007).
Новиков одружений з Елеонорою Коток і має двох дітей — Олену та Дмитра.